# Ornithology
"Ornithology" es un tema de jazz compuesto por el saxo alto de bebop Charlie Parker y el trompetista Benny Harris. 
Su título hace referencia al apodo del propio Parker, "Bird" (Pájaro). La primera grabación del tema, por el septeto del propio Parker, se hizo el 28 de marzo de 1946 en el sello Dial y fue incluida en la lista del Grammy Hall of Fame en 1989.
"Ornithology" tiene una melodía desarrollada sobre la progresión de acordes del estándar de jazz "How high the moon". Está considerada como una de las composiciones más populares de bebop. Con frecuencia, cantantes de scat que han grabado versiones de How high the moon (especialmente Ella Fitzgerald) utilizan en su improvisación la melodía de Ornithology (y viceversa).
Entre las versiones más destacadas, se encuentra la de Bud Powell. Las letras para las versiones de vocalese fueron creados por Babs Gonzales.